# Lowery Kirk
M. Lowery Kirk (Hornsby, 28 marzo 1938 – Collierville, 16 giugno 2018) è stato un cestista statunitense, professionista nella ABL.

## Carriera
È stato selezionato dai Cincinnati Royals al quarto giro del Draft NBA 1961 con la 34ª scelta assoluta.
Ha giocato in seguito nella ABL con i Cleveland Pipers, gli Hawaii Chiefs e i Pittsburgh Rens.